# Mel Weinberg
Melvin Weinberg (Bronx, 4 de dezembro de 1924 Titusville, 30 de maio de 2018) foi um trapaceiro, charlatão e informante do governo federal dos Estados Unidos, conhecido pelo envolvimento na operação Abscam. Sua história foi retratada no filme American Hustle (2013), no qual foi interpretado por Christian Bale.